# Gyrodactylus
Gyrodactylus is een parasitaire platworm (huidworm) uit het fylum van de platwormen en de klasse Monogenea. Gyrodactylus komt veel voor bij vijvervissen zoals Koi en goudvissen. Men treft deze parasiet meestal in vervuilde of overbezette vijvers aan.
Gyrodactylus is een soort uit het geslacht van levendbarende huidwormen. Dit geslacht kan worden verward met verwante parasieten uit het geslacht Dactylogyrus uit de familie Dactylogyridae. Deze soorten zijn niet levendbarende maar eierleggende wormen, die kieuwwormen genoemd worden. Met behulp van een goede microscoop en de juiste vergroting kan men tot 4 generaties in de worm waarnemen, om de 20 minuten wordt er een worm geboren. Men komt hem tegen op de huid van de vis maar vooral rond de kieuwen.

## Morfologie
Hij is makkelijk te herkennen en is gemiddeld 0,5 mm groot. Typisch aan de huid- en kieuwwormen is dat ze op hun kop, een precies met kalligrafie geschreven, "H" hebben (zie afbeelding). Hij haakt zich in het weefsel van de vis vast door middel van 16 kleinere haakjes. Ook kan men meestal een tweede huidworm in de parasiet vinden, omdat deze levendbarend is. De huidworm heeft op het einde van zijn lichaam 2 lobben, hierdoor is hij te onderscheiden van Dactylogyrussoorten die er minimaal 4 hebben.

## Ziekteverschijnselen
Aangezien de wormen zich vastklampen aan de slijmhuid van de vis, ontstaat er veel jeuk. Daardoor gaan de vissen hevig schuren en springen.
De behandeling gebeurt het best met Flubendazol, maar Flubenol, Praziquantel of Trichlorfon werken ook. Meestal volstaat één behandeling aangezien men tijdens de behandeling ook de jongere, nog ongeboren generaties treft. Het is echter aangewezen een Koidokter of ervaren Koidealer te raadplegen die over genoeg kennis beschikt vooraleer een behandeling toe te passen.

## Taxonomie
Uit dit geslacht zijn een groot aantal soorten bekend. Hieronder een lijst met ruim 40 soorten, ontleend aan de Catalogue of Life.
| - genus Gyrodactylus - Gyrodactylus ackerti - Gyrodactylus aculeati - Gyrodactylus aggregata - Gyrodactylus alexanderi - Gyrodactylus ammodyti - Gyrodactylus arcuatus - Gyrodactylus armatus - Gyrodactylus avalonia - Gyrodactylus bodegensis - Gyrodactylus branchius - Gyrodactylus brevis - Gyrodactylus bychowskyi - Gyrodactylus californiensis - Gyrodactylus canadensis - Gyrodactylus colemanensis | - (Vervolg) - Gyrodactylus corti - Gyrodactylus cranei - Gyrodactylus doglieli - Gyrodactylus elegans - Gyrodactylus elongatus - Gyrodactylus groenlandicus - Gyrodactylus harengi - Gyrodactylus imperialis - Gyrodactylus lairdi - Gyrodactylus lenoki - Gyrodactylus marinus - Gyrodactylus memorialis - Gyrodactylus mugilis - Gyrodactylus olsoni - Gyrodactylus pacificus - Gyrodactylus perforatus | - (Vervolg) - Gyrodactylus prolongis - Gyrodactylus proximus - Gyrodactylus pterigialis - Gyrodactylus pungitii - Gyrodactylus rarus - Gyrodactylus rhinichthius - Gyrodactylus robustus - Gyrodactylus rogersi - Gyrodactylus salaris - Gyrodactylus sculpinus - Gyrodactylus stellatus - Gyrodactylus stephanus - Gyrodactylus unicopula - Gyrodactylus vancleavi |